# Lynsey de Paul
Lynsey de Paul, geboren als Lyn(d)sey Monckton Rubin (Londen, 11 juni 1948 – aldaar, 1 oktober 2014), was een Britse singer-songwriter.

## Biografie
In 1972 schreef ze de hit Storm in a Teacup voor The Fortunes, evenals On the Ride voor Continental Uptight Band (gecrediteerd als Lynsey Rubin, piekpositie 23, 1972) en "When You've Gotta Go" voor Solomon King een paar maanden later trad ze zelf op het voorplan met de hit Sugar Me. De Paul schreef ook mee aan Barry Blue's eerste internationale hit "Dancin" (on a Saturday Night) " uit 1973, die in thuisland het Verenigd Koninkrijk de 2e positie bereikte in de UK Singles Chart en in Nederland de 11e positie in de Hilversum 3 Top 30 / Daverende Dertig en de 21e positie in de Nederlandse Top 40 op Radio Veronica.
In de periode 1972-1977 schreef ze 14 hits die in de hitparades kwamen van de Verenigde Staten, Duitsland, Nederland, thuisland Verenigd Koninkrijk, Frankrijk, Zwitserland, België, Oostenrijk, Zweden, Canada en Australië.
Lynsey de Paul was de eerste vrouw die een Ivor Novello Award in de wacht wist te slepen (voor haar ballade Won't Somebody Dance with Me uit 1973). Een jaar later won ze een tweede Ivor Novello Award voor haar Britse hit "No Honestly", het kenmerkende nummer voor de tv-komedie met dezelfde naam.
Ze haalde ook de Nederlandse albumlijsten als de performer van het Beatles-nummer "Because" op het soundtrackalbum van de film "All This and World War II".
Ze vertegenwoordigde het Verenigd Koninkrijk op het Eurovisiesongfestival 1977 met het lied Rock Bottom, dat ze samen met Mike Moran schreef en zong. Ze werden tweede en hadden een Europese hit met het lied.
Samen met Moran schreef ze nog verschillende hits. Later werd ze ook producer, speelde ze in musicals, nam ze interviews af en werkte voor televisie.
Ze overleed op 66-jarige leeftijd, volgens de BBC vermoedelijk aan de gevolgen van een hersenbloeding. Ze werd begraven op een begraafplaats in de Londense wijk Hendon.
Ze keerde terug naar de Nederlandse albumlijsten met haar uitvoering van haar nummer "Sugar Shuffle" dat verscheen op het door Bob Stanley samengestelde album "76 In The Shade", uitgebracht in augustus 2020.

## Discografie

### Albums
- Surprise
- The World of Lynsey de Paul
- Taste me... don't waste me
- Love bomb
- Before you go tonight
- No Honestly
- Tigers and Fireflies
- Just a little time
- The best of Lynsey de Paul
- Greatest hits
- Best of the 70s Lynsey de Paul

### Singles
- "Sugar Me/Storm in a teacup"
- "Getting a drag/Brandy"
- "All night/Blind leading the blind"
- "Won't somebody dance with me/So good to you"
- "Ooh I do/Nothing really lasts forever"
- "No honestly/Central park arrest"
- "My man and me/Dancing on a Saturday night"
- "Rhythm and blue jean baby/Into my music"
- "Happy Christmas to you from me/Stick to you (met Barry Blue)"
- "Hug and squeeze me/You made me write this song"
- "Love bomb/Rainbow"
- "If I don’t get you the next one will/Season to season"
- "Sugar me/Won’t somebody dance with me"
- "Rock Bottom/Shouldn’t say that (met Mike Moran)"
- "You give me those feelings/Beautiful"
- "Hollywood romance/Losin’ the blues for you"
- "Tigers and fireflies/Losin’ the blues for you"
- "Strange changes/Changes version"
- "Air on a heartstring/Arrival of the queen (met Horea Crishan)"
- "There’s no place like London/There’s no place like London" (karaoke versie}

| Single met eventuele hitnotering(en) in de Nederlandse Top 40 | Datum van verschijnen | Datum van binnenkomst | Hoogste positie | Aantal weken | Opmerkingen                   |
| ------------------------------------------------------------- | --------------------- | --------------------- | --------------- | ------------ | ----------------------------- |
| Sugar me                                                      | 1972                  | 23-09-1972            | 1(4wk)          | 13           | #1 in de Hilversum 3 Top 30   |
| Won't somebody dance with me                                  | 1973                  | 10-11-1973            | 17              | 5            | #21 in de Hilversum 3 Top 30  |
| Ooh I do                                                      | 1974                  | 13-07-1974            | 22              | 5            | #16 in de Nationale Hitparade |
| Rock bottom                                                   | 1977                  | 21-05-1977            | tip17           | -            | Met Mike Moran                |

| Single met hitnotering(en) in de Vlaamse Ultratop 50 | Datum van verschijnen | Datum van binnenkomst | Hoogste positie | Aantal weken | Opmerkingen             |
| ---------------------------------------------------- | --------------------- | --------------------- | --------------- | ------------ | ----------------------- |
| Sugar me                                             | 1972                  | 30-09-1972            | 1(6wk)          | 13           | #1 in de Radio 2 Top 30 |
| Ooh I do                                             | 1974                  | 03-08-1974            | 13              | 7            |                         |
| Rock bottom                                          | 1977                  | 21-05-1977            | 11              | 5            | Met Mike Moran          |

### NPO Radio 2 Top 2000
| Nummers met noteringen in de NPO Radio 2 Top 2000 | '99  | '00  | '01  | '02  | '03  | '04  |
| ------------------------------------------------- | ---- | ---- | ---- | ---- | ---- | ---- |
| Sugar Me                                          | 1467 | 1578 | 1613 | 1794 | 1907 | 1876 |
| Won't Somebody Dance with Me                      | 1995 | -    | 1747 | -    | -    | -    |

1. ↑  Een '-' betekent dat het nummer niet was genoteerd en een vetgedrukt getal geeft de hoogste notering van een nummer aan.
2. ↑  Deze tabel is bijgewerkt tot en met de laatste editie (2024).